# کالس آم گروسگلوکنر
کالس آم گروسگلوکنر (به آلمانی: Kals am Großglockner) یک منطقهٔ مسکونی در اتریش است که در لاینس واقع شده‌است. کالس آم گروسگلوکنر ۱۸۰٫۵۴ کیلومتر مربع مساحت دارد ۱٬۳۲۴ متر بالاتر از سطح دریا واقع شده‌است.

## خواهرخوانده
شهر Marling, South Tyrol خواهرخواندهٔ کالس آم گروسگلوکنر هست.